# Александровская (Кабардино-Балкария)
Алекса́ндровская — станица в Майском районе республики Кабардино-Балкария.
Образует сельское поселение станица Александровская.

## География
Станица расположена в южной части Майского района, на левом берегу реки Терек, на месте впадения в него рек Урух и Лескен. Находится в 18км к югу от районного центра Майский, в 6 км к западу от Терека и в 45 км к северо-востоку от города Нальчик. Через станицу проходит республиканская автодорога «P292», связывающая Нальчик с городом Терек.
Площадь сельского поселения составляет — 93.1 км2. Из них около 90 % площади территории составляют сельскохозяйственные и лесные угодья.
Граничит с землями населённых пунктов: Терек и Интернациональное на востоке, Озрек на юге, Аргудан на юго-западе и Котляревская на севере .
Станица расположена на наклонной Кабардинской равнине, в равнинной зоне республики. Средние высоты на территории станицы составляют 253 метров над уровнем моря. Рельеф местности представляет собой в основном слабо волнистую аллювиальную равнину, с общим уклоном с юга на север. На юго-востоке, в междуречье рукавов реки Урух возвышаются маловысотные лесистые холмы, а вдоль поймы реки Терек тянутся обрывистые берега.
Гидрографическая сеть представлена рекой Терек и его левыми притоками — Лескен, Урух, Павлиха и Псыарыша, а также каналами — Аргудан и Котляревский. Устье реки Лескен, отделяет северную окраину станицы, образуя микрорайон Заречный. К северо-западу от станицы расположены озёра — Большое и Малое. Местность высоко обеспечена пресной водой. Сельское поселение располагает месторождением пресных подземных вод. Полезные ископаемые отсутствуют.
Почвы в основном лугово-чернозёмные, луговые и аллювиально-луговые. Содержание гумуса 2-4 %. Мощность гумусного слоя — 52 сантиметра, пахотного — 31 сантиметр.
Климат влажный умеренный. Лето жаркое. Средняя температура воздуха в июле достигает +23°С. В августе абсолютные показатели часто превышают отметку в +35°С. Зима мягкая и длится около трех месяцев. Морозы непродолжительные, минимальные температуры редко снижаются ниже −15°С. Средняя температура января составляет −2,5°С. Среднегодовое количество осадков составляет около 650 мм.

## История
Для охраны Военно-Грузинской дороги, а точнее её отрезка от Екатериноградской до Владикавказа, в первой половине XIX века было решено создать несколько военных укреплений вдоль левобережья реки Терек: Пришибское, Котляревское и Александровское (1826 год). Позднее военные укрепления было решено расширить и населять служащими, для постоянного несения службы.
Переселения в укрепление Александровское было начато в 1838 году и первоначально туда было переселено 526 семей. С этого же времени и ведет своё летоисчисление станица Александровская.
Русские солдаты, отслужив свою службу на Кавказе, могли по желанию остаться на жительство, и их зачисляли в казаки. Если добровольцев не было, то тянули жребий.
Через год в станице уже имелись казарма, госпиталь и тюрьма. Она была окружена рвом и валом с частоколом и вышками, и охранялась тремя батареями.
В 1918 году станица была занята красноармейцами, а в 1920 году создан станичный Совет, который сначала входил в состав Казачьего округа Кабардино-Балкарской автономной области, а затем передан в состав образованного Майского района Кабардино-Балкарской АССР.
В 1930 году был организован колхоз «Красный Терек».
Во время Великой Отечественной войны станица была захвачена 28 сентября 1942 года. 2 января 1943 года станица была освобождена частями Красной Армии. В память о павших при обороне и освобождении станицы, в ней установлен памятник.
В 1963 году станица была передана в состав Терского района. В 1965 году возвращена в состав Майского района.

## Население
| 2002  | 2010  | 2012  | 2013  | 2014  | 2015  | 2016  | 2017  | 2018  |
| ----- | ----- | ----- | ----- | ----- | ----- | ----- | ----- | ----- |
| 3897  | ↘3701 | ↗3715 | ↘3682 | ↘3664 | ↗3715 | ↘3705 | ↗3740 | ↘3696 |
| 2019  | 2020  | 2021  | 2023  | 2024  | 2025  |       |       |       |
| ↘3649 | ↘3605 | ↗3705 | ↘3646 | ↘3635 | ↘3593 |       |       |       |

Плотность — 38.59 чел./км2.
Национальный состав
По данным Всероссийской переписи населения 2010 года:
| Народ      | Численность, чел. | Доля от всего населения, % |
| ---------- | ----------------- | -------------------------- |
| русские    | 2 888             | 78,0 %                     |
| кабардинцы | 339               | 9,2 %                      |
| цыгане     | 277               | 7,5 %                      |
| балкарцы   | 39                | 1,1 %                      |
| украинцы   | 39                | 1,1 %                      |
| другие     | 119               | 3,2 %                      |
| всего      | 3 701             | 100 %                      |

По данным Всероссийской переписи 2021 года:
| Народ               | Численность, чел. | Доля от всего населения, % |
| ------------------- | ----------------- | -------------------------- |
| русские             | 2 398             | 64,72 %                    |
| кабардинцы          | 785               | 21,18 %                    |
| цыгане              | 313               | 8,44 %                     |
| осетины             | 59                | 1,69 %                     |
| балкарцы            | 44                | 1,18 %                     |
| другие / не указано | 106               | 2,86 %                     |
| всего               | 3 705             | 100,0 %                    |

Поло-возрастной состав
По данным Всероссийской переписи населения 2010 года:
| Возраст     | Мужчины, чел. | Женщины, чел. | Общая численность, чел. | Доля от всего населения, % |
| ----------- | ------------- | ------------- | ----------------------- | -------------------------- |
| 0 — 14 лет  | 351           | 356           | 707                     | 19,1 %                     |
| 15 — 59 лет | 1 107         | 1 197         | 2 304                   | 62,3 %                     |
| от 60 лет   | 239           | 451           | 690                     | 18,6 %                     |
| Всего       | 1 697         | 2 004         | 3 701                   | 100,0 %                    |

Мужчины — 1 697 чел. (45,9 %). Женщины — 2 044 чел. (54,1 %).
Средний возраст населения — 37,3 лет. Медианный возраст населения — 36,1 лет.
Средний возраст мужчин — 34,6 лет. Медианный возраст мужчин — 32,2 лет.
Средний возраст женщин — 39,5 лет. Медианный возраст женщин — 39,0 лет.

## Местное самоуправление
Структуру органов местного самоуправления сельского поселения станица Александровская составляют:
- Глава сельского поселения станица Александровская — Протасов Владимир Александрович
- Местная администрация (исполнительно-распорядительный орган) — аппарат администрации сельского поселения станица Александровская. Состоит из 5 человек.
- Представительный орган — Совет местного самоуправления сельского поселения станица Александровская. Состоит из 13 депутатов.

Адрес администрации сельского поселения — станица Александровская, ул. Октябрьская, № 20.

## Образование
- Средняя общеобразовательная школа № 9 — ул. Первомайская, 119.
- Начальная школа Детский сад «Теремок» — ул. Октябрьская, 14.

## Здравоохранение
- Участковая больница — ул. Надтеречная, 38.

## Русская православная церковь
- Храм святого благоверного князя Александра Невского. Освящён 20 июля 1850 года. Здание деревянное на каменном фундаменте с такой же колокольней[21]. Воссоздан в 2003 году[22].

## Культура
- Дом Культуры станицы Александровская

## Экономика
На территории сельского поселения расположены 2 бюджетообразующих предприятия промышленности и сельского хозяйства.
Промышленность
- ООО «Кабардинский крахмальный завод» — производство кукурузного крахамала.

Сельское хозяйство
- ОАО Агрофирма «Александровская» — производство мяса птицы, баранины и крупного рогатого скота в животноводстве, и производство озимых, кукурузы и овощей в растениеводстве.

## Улицы
| Заводская        |
| Калинина         |
| Калмыкова        |
| Кирова           |
| Колхозная        |
| Коммунистическая |
| Комсомольская    |
| Красноармейская  |
| Крупской         |

| Кузнечная   |
| Лезгинская  |
| Мира        |
| Мичурина    |
| Молодёжная  |
| Набережная  |
| Надтеречная |
| Новая       |
| Октябрьская |

| Партизанская |
| Первомайская |
| Петровых     |
| Садовая      |
| Советская    |
| Субботина    |
| Чернухина    |
| Юбилейная    |